# Барсуки (Руднянский сельсовет)
Барсуки (бел. Барсукі) — деревня в Червенском районе Минской области Беларуси. Входит в состав Руднянского сельсовета.

## Географическое положение
Расположена в 20 километрах к северу от Червеня, в 67 км от Минска, в 31 км от железнодорожной станции Смолевичи линии Минск—Орша, на автодороге Червень—Смолевичи.

## Археология
В километре к юго-западу от деревни обнаружен курган, в километре к северу — курганный могильник из 2-х насыпей, датируемый железным веком.

## История
Хотя эта местность была населена с древних времён, собственно деревня в письменных источниках впервые упоминается в XIX веке. На 1885 год урочище в составе Гребёнской волости Игуменского уезда Минской губернии. Согласно переписи населения Российской империи 1897 года околица, где было 3 двора, проживали 33 человека. На начало XX века урочище, где был 1 двор и 8 жителей, вблизи неё работал смолозавод. На 1917 год было 7 дворов и 54 жителя, неподалёку располагалось другое одноимённое урочище, насчитывавшее 2 двора и 17 жителей. 20 августа 1924 года деревня вошла в состав вновь образованного Руднянского сельсовета Червенского района Минского округа (с 20 февраля 1938 — Минской области). Согласно переписи населения СССР 1926 года здесь было 22 двора, где проживал 141 человек. В 1930 году в деревне был организован колхоз «Коллективист», на 1932 год в его состав входили 10 крестьянских дворов. Во время Великой Отечественной войны деревня была оккупирована немецко-фашистскими захватчиками в конце июня 1941 года. В лесах в районе деревни развернули активную деятельность партизаны бригады «Разгром». 14 жителей деревни погибли на фронтах. Освобождена в начале июля 1944 года. На 1960 год население деревни составило 230 человек. В 1980-е годы она относилась к совхозу имени Ивана Мичурина, здесь был магазин. На 1997 год в деревне было 35 круглогодично жилых домов и 82 постоянных жителя. На 2013 год 26 круглогодично жилых домов, 67 постоянных жителей.

## Население
- 1897 — 3 двора, 33 жителя
- 1908 — 1 двор, 8 жителей
- 1917 — 7 дворов, 54 жителя
- 1926 — 22 двора, 141 житель
- 1960—230 жителей
- 1997 — 35 дворов, 82 жителя
- 2013 — 26 дворов, 67 жителей